# Ácido eicosatetraenoico
El ácido eicosatetraenoico (ETA) designa cualquier ácido graso de cadena lineal de 20 átomos de carbono con 4 dobles enlaces (20:4). Generalmente, en las ciencias biológicas se denomina así al ácido cis,cis,cis,cis-Δ8,Δ11,Δ14,Δ17-eicosatetraenoico, un ácido graso omega 3, ya que el otro isómero que se encuentra en la naturaleza se denomina ácido araquidónico, un ácido graso omega 6.
| Ácido eicosatetraenoico (ETA) | Ácido araquidónico (AA)                                          |
| --- | ---------------------------------------------------------------- |
| El ácido eicosatetraenoico es un ácido graso insaturado cis, omega-3. | El ácido araquidónico es un ácido graso insaturado cis, omega-6. |
| |                                                                  |
| Estos ácidos grasos son isómeros (químicamente idénticos excepto por la posición del doble enlace). Ambos ácidos grasos se podrían llamar ácido eicosatetraenoico, pero solamente se denomina coloquialmente así al primero. |                                                                  |

El ácido eicosatetraenoico se ha encontrado en el mejillón de labios verdes y parece actuar como un inhibidor dual de la oxigenación del ácido araquidónico por la vía de la ciclooxigenasa (COX) y la lipoxigenasa.